# Kazimierz Biernacki (poseł)
Kazimierz Biernacki herbu Poraj (ur. ok. 1740, zm. po 1804) – polski szlachcic, wojski ostrzeszowski, miecznik ostrzeszowski, stolnik piotrkowski, stolnik poznański, poseł na sejmy.

## Życiorys
O Kazimierzu Biernackim wiadomo, że:
- w 1764 roku posłując z województwa sieradzkiego podpisał się za elekcją króla Stanisława Augusta (o czym wspomina Herbarz Polski Kaspra Niesieckiego)
- w 1772 roku był wojskim ostrzeszowskim[1]
- w 1776 roku był posłem na sejm[2]
- w 1787 roku był miecznikiem ostrzeszowskim[2]
- w 1788 roku był stolnikiem piotrkowskim[3]
- w 1788 roku był stolnikiem poznańskim[2].
- na Sejmie Czteroletnim jako poseł kaliski popierał reformy[2].

Sędzia sejmowy ze stanu rycerskiego z Prowincji Wielkopolskiej w 1791 roku. 
Kazimierz Biernacki pojawia się również w Tekach Dworzaczka.

## Życie rodzinne
Był synem Jana Kantego Biernackiego, skarbnika piotrkowskiego, i Katarzyny Witowskiej. Miał czworo rodzeństwa: Antoninę, późniejszą kasztelanową Zbijewską, Pawła (1740–1826), Piotra i Michała (1745–1813).
Ożenił się z Józefą Zielonacką h. Leszczyc, z którą miał czworo dzieci, były to:
- Gabriel Józef Alojzy (1774–1834), generał powstania listopadowego,
- Alojzy Prosper (1778–1854), minister skarbu Rządu Narodowego Królestwa Polskiego w czasie powstania listopadowego
- Balbina Bibianna, późniejsza żona Antoniego Korytkowskiego, kapitana wojsk koronnych
- Alojza (1782–1868), późniejsza żona Jana Feliksa Stawiskiego de Godziątowego.